# Aposéris fétide
Aposeris foetida
Espèce
L'aposéris fétide (Aposeris foetida) est une espèce de plante à fleurs de la famille des Asteraceae. 
C'est une plante vivace à fleurs jaunes, unique représentante du genre Aposeris.
Elle dégage une odeur de terre pourrie caractéristique lorsqu'on en froisse les feuilles, d'où son nom.
On la trouve dans les montagnes d'Europe, entre 800 et 2 000 mètres d'altitude, mais elle est plus commune entre 1 100 et 1 600 mètres.